# Settore (unità organizzativa)
In certe organizzazioni il settore è una delle unità organizzative in cui si divide l'organizzazione stessa.

## In Italia
Nella pubblica amministrazione italiana il termine è utilizzato da molti enti territoriali locali per denominare un'unità organizzativa il cui responsabile ha la qualifica di dirigente. Negli enti di maggiori dimensioni, con più livelli dirigenziali, i settori sono solitamente le minori unità organizzative cui è preposto un dirigente e sono, pertanto, raggruppati in unità di livello superiore, variamente denominate (direzioni, dipartimenti ecc.). I settori sono di solito suddivisi in unità organizzative minori il cui responsabile non ha qualifica dirigenziale.